# Burquina Fasso nos Jogos Olímpicos de Verão de 2008
Burquina Fasso competiu nos Jogos Olímpicos de Verão de 2008, em Pequim, na China.

## Desempenho

### Atletismo
Masculino
| Atleta        | Evento     | Preliminares | Preliminares | Quartas     | Quartas     | Semifinal   | Semifinal   | Final       | Final       |
| Atleta        | Evento     | Marca        | Posição      | Marca       | Posição     | Marca       | Posição     | Marca       | Posição     |
| ------------- | ---------- | ------------ | ------------ | ----------- | ----------- | ----------- | ----------- | ----------- | ----------- |
| Idrissa Sanou | 100 metros | 10s63        | 56º          | Não avançou | Não avançou | Não avançou | Não avançou | Não avançou | Não avançou |

Feminino
| Atleta          | Evento              | Preliminares | Preliminares | Semifinal | Semifinal | Final       | Final       |
| Atleta          | Evento              | Marca        | Posição      | Marca     | Posição   | Marca       | Posição     |
| --------------- | ------------------- | ------------ | ------------ | --------- | --------- | ----------- | ----------- |
| Aïssata Soulama | 400 m com barreiras | 56s37        | 16º          | 55s69     | 11º       | Não avançou | Não avançou |

### Esgrima
Masculino
| Atleta           | Evento           | Fase de 64             | Fase de 32             | Fase de 16             | Quartas de final       | Semifinais             | Final                  |
| Atleta           | Evento           | Adversário e resultado | Adversário e resultado | Adversário e resultado | Adversário e resultado | Adversário e resultado | Adversário e resultado |
| ---------------- | ---------------- | ---------------------- | ---------------------- | ---------------------- | ---------------------- | ---------------------- | ---------------------- |
| Julien Ouedraogo | Sabre individual | FRA N. Lopez D 6-15    | Não avançou            | Não avançou            | Não avançou            | Não avançou            | Não avançou            |

### Judô
Feminino
| Atleta         | Evento | Fase de 32                   | Fase de 16             | Quartas                | Semifinais             | Repescagem             | Repescagem             | Repescagem             | Final                  | Final       |
| Atleta         | Evento | Fase de 32                   | Fase de 16             | Quartas                | Semifinais             | 1ª fase                | Quartas                | Semifinais             | Final                  | Final       |
| Atleta         | Evento | Adversário e resultado       | Adversário e resultado | Adversário e resultado | Adversário e resultado | Adversário e resultado | Adversário e resultado | Adversário e resultado | Adversário e resultado | Pos.        |
| -------------- | ------ | ---------------------------- | ---------------------- | ---------------------- | ---------------------- | ---------------------- | ---------------------- | ---------------------- | ---------------------- | ----------- |
| Hanatou Ouelgo | −48 kg | KAZ K. Nurgazina D 0000-1001 | Não avançou            | Não avançou            | Não avançou            | Não avançou            | Não avançou            | Não avançou            | Não avançou            | Não avançou |

### Natação
Masculino
| Atleta(s)     | Evento     | Eliminatórias | Eliminatórias | Semifinal   | Semifinal   | Final       | Final       |
| Atleta(s)     | Evento     | Tempo         | Posição       | Tempo       | Posição     | Tempo       | Posição     |
| ------------- | ---------- | ------------- | ------------- | ----------- | ----------- | ----------- | ----------- |
| Rene Yougbare | 50 m livre | 30s08         | 92º           | Não avançou | Não avançou | Não avançou | Não avançou |

Feminino
| Atleta(s)         | Evento     | Eliminatórias | Eliminatórias | Semifinal   | Semifinal   | Final       | Final       |
| Atleta(s)         | Evento     | Tempo         | Posição       | Tempo       | Posição     | Tempo       | Posição     |
| ----------------- | ---------- | ------------- | ------------- | ----------- | ----------- | ----------- | ----------- |
| Elisabeth Nikiema | 50 m livre | 34s92         | 85º           | Não avançou | Não avançou | Não avançou | Não avançou |